# エイ、エイ (ナッシング・エルス・アイ・キャン・セイ)
「エイ、エイ(ナッシング・エルス・アイ・キャン・セイ)」（Eh, Eh (Nothing Else I Can Say)）はアメリカ合衆国のポップレコーディング・アーティスト、レディー・ガガのデビュー・アルバム『ザ・フェイム』からの楽曲。オーストラリア、ニュージーランドとヨーロッパ諸国でアルバムからの3枚目、フランスでは4枚目のシングルとして発売された。歌はカリプソ・スタイルのミッドテンポ・バラードで、歌詞はパートナーと別れて新しい誰かを見つけるといった内容になっている。歌は批評家から否定的な評価を受けた。アルバムに漂う「バッドガール・パーティの雰囲気」を停止させるといった批評である。
彼女の前のシングルの人気にマッチすることが出来ず、オーストラリアのARIAチャートで最高15位、ニュージーランドのARANZチャートで最高9位だった。スウェーデンでは成功し、スヴァリイェトプリストンのチャートで最高2位になった。ミュージック・ビデオは1950年代のイタリアに影響を受けたもので、ガガとその友人はイタリアの街を歩き回っており、ガガのボーイフレンドの自宅の前でヴェスパに乗り、この歌を歌っている。

## リリース
シングルは2009年1月31日にオーストラリアで公式リリースされた。同年2月2日にオンラインでのリリースが開始された。2008年12月15日放送のオーストラリアのラジオ番組で歌が流された。2009年1月15日にレディー・ガガの公式サイトでオーストラリアのシングルであることが確かにされた。2009年3月5日にペット・ショップ・ボーイズのリミックスがガガのオーストラリア版公式サイトで無料配信された。

## ミュージック・ビデオ
韓国系アメリカ人のPV監督、ジョセフ・カーンによって撮影された。ビデオは2009年2月3日にPerezHilton.comで初公開された。

## 収録曲
- オーストラリア CDシングル[3]

1. エイ、エイ(ナッシング・エルス・アイ・キャン・セイ) - 2:56
2. ポーカー・フェイス(スペース・カウボーイ リミックス) - 4:54

- フランス CDシングル[5]

1. エイ、エイ(ナッシング・エルス・アイ・キャン・セイ) (アルバム・ヴァージョン) — 2:57
2. エイ、エイ(ナッシング・エルス・アイ・キャン・セイ) (ペット・ショップ・ボーイズ リミックス) — 2:53
3. エイ、エイ(ナッシング・エルス・アイ・キャン・セイ) (ランダム・ソウル・シンセチック ミックス) — 5:29

- iTunes リミックス・シングル[3]

1. エイ、エイ(ナッシング・エルス・アイ・キャン・セイ) (ランダム・ソウル・シンセチック ミックス) — 5:29
2. エイ、エイ(ナッシング・エルス・アイ・キャン・セイ) (ペット・ショップ・ボーイズ リミックス) — 2:53

- iTunes リミックスEP[6]

1. エイ、エイ(ナッシング・エルス・アイ・キャン・セイ) (アルバム・ヴァージョン) — 2:57
2. エイ、エイ(ナッシング・エルス・アイ・キャン・セイ) (ペット・ショップ・ボーイズ リミックス) — 2:53
3. エイ、エイ(ナッシング・エルス・アイ・キャン・セイ) (ボリウッド リミックス) — 3:29
4. エイ、エイ(ナッシング・エルス・アイ・キャン・セイ) (フランク・ムジーク "カット・スネアー・エディット" リミックス) — 3:50
5. エイ、エイ(ナッシング・エルス・アイ・キャン・セイ) (エレクトリック・ピアノとヒューマン・ベスト・ボックス・ヴァージョン) — 3:05
6. エイ、エイ(ナッシング・エルス・アイ・キャン・セイ) (マタフィックス リミックス) — 3:21
7. エイ、エイ(ナッシング・エルス・アイ・キャン・セイ) (ランダム・ソウル ミックス) — 5:29
8. エイ、エイ(ナッシング・エルス・アイ・キャン・セイ) (ペット・ショップ・ボーイズ エクステンデッド・リミックス) — 6:31
9. エイ、エイ(ナッシング・エルス・アイ・キャン・セイ) (DJ Fisun リミックス) - 2:33

## チャート
| チャート（2009年）                       | 最高順位 |
| ---------------------------------------- | -------- |
| オーストラリア ARIAシングルチャート      | 15       |
| カナダ Canadian Hot 100                  | 68       |
| ニュージーランド RIANZ・シングルチャート | 9        |
| スウェーデン シングルチャート            | 2        |

| 国               | プロバイダー | ゴールドディスク認定等 | セールス |
| ---------------- | ------------ | ---------------------- | -------- |
| オーストラリア   | ARIA         | ゴールド               | 35,000+  |
| ニュージーランド | RIANZ        | ゴールド               | 7,500+   |

## リリース日一覧
| 国               | リリース日     | フォーマット     |
| ---------------- | -------------- | ---------------- |
| オーストラリア   | 2008年12月13日 | ラジオ           |
| オーストラリア   | 2009年1月31日  | CDシングル       |
| ニュージーランド | 2009年1月8日   | ラジオ           |
| ニュージーランド | 2009年2月2日   | CDシングル       |
| フランス         | 2009年2月28日  | ダウンロード販売 |
| フランス         | 2009年3月30日  | CDシングル       |
| スイス           | 2009年3月12日  | ラジオ           |
| ポーランド       | 2009年3月23日  | ラジオ           |